# Jüdischer Friedhof (Langenfeld)

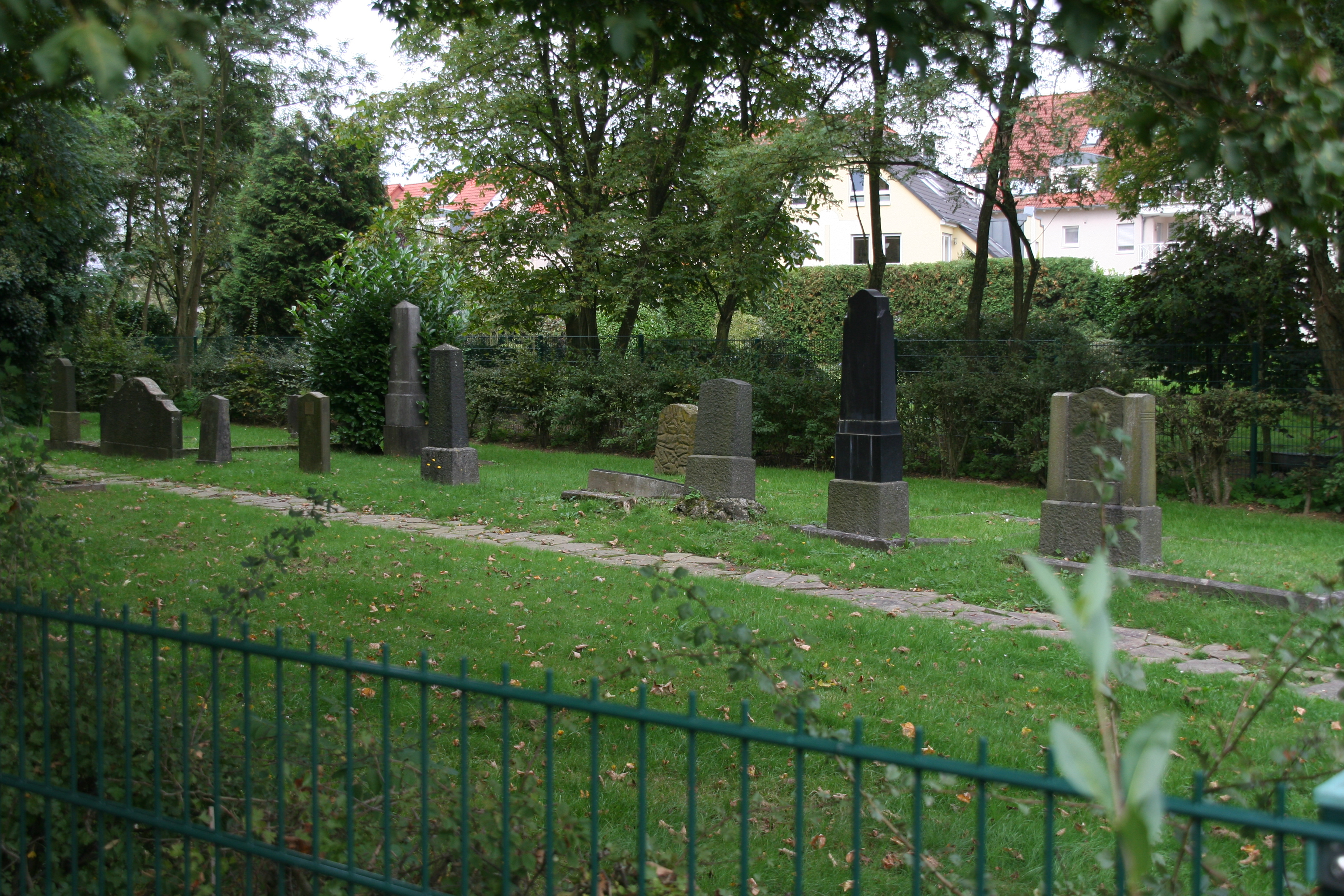
Der jüdische Friedhof in Richrath (2014)

Der Jüdische Friedhof Langenfeld ist ein jüdischer Friedhof in Richrath, einem Ortsteil von Langenfeld im Kreis Mettmann in Nordrhein-Westfalen. Der Friedhof befindet sich an der Straßenecke Klosterstraße/Am schwarzen Weiher.

## Geschichte
Seit 1858 war die jüdische Gemeinde Richrath (zusammen mit Reusrath, Langenfeld, Immigrath, Monheim und Hitdorf) eine Filiale der Synagogengemeinde Solingen, an die sie 1932 angeschlossen wurde.
Der jüdische Friedhof wurde im 18. Jahrhundert angelegt und von den Juden in Richrath, Ganspohl, Immigrath, Hucklenbroich, Reusrath und Hitdorf genutzt. Der Begräbnisplatz wurde von der Mitte des 18. Jahrhunderts bis 1986 belegt und besteht noch. 51 Grabsteine sind hier erhalten, von denen 22 aus dem 19. Jahrhundert stammen. Aus dem 18. Jahrhundert sind keine Grabsteine mehr erhalten.